# Viverra civettina
Viverra civettina är en däggdjursart som beskrevs av Edward Blyth 1862. Viverra civettina ingår i släktet Viverra och familjen viverrider. Inga underarter finns listade.
Det svenska trivialnamnet Malabarsibetkatt förekommer för arten. Artepitet i det vetenskapliga namnet är bildat av det franska ordet civetta (sibetkatt) med den latinska ändelsen -ina (tillhörande).
Detta rovdjur förekommer i sydvästra Indien i bergstrakten Västra Ghats. Arten vistades tidigare i olika slags skogar men är numera undanträngt till skogar med tät undervegetation eller täta buskskogar bredvid odlingsmark. Individerna är aktiva på natten.
Viverra civettina hotas främst av skogsavverkningar och andra habitatförändringar. Den fångas ibland för sibetoljans och pälsens skull. IUCN kategoriserar arten globalt som akut hotad.
Med sina oregelbunden fördelade svarta fläckar på kroppen liknar detta rovdjur arten Viverra megaspila, men de har inte samma utbredningsområde. Viverra civettina har en linje av uppåtriktade svarta hår på ryggens topp, breda svarta och vita linjer på halsen samt fem svarta respektive vita strimmor på svansens undersida. Individerna blir cirka 76 cm långa (huvud och bål), har en cirka 33 cm lång svans och väger i genomsnitt 6,6 kg.